# Charles F. Luigs

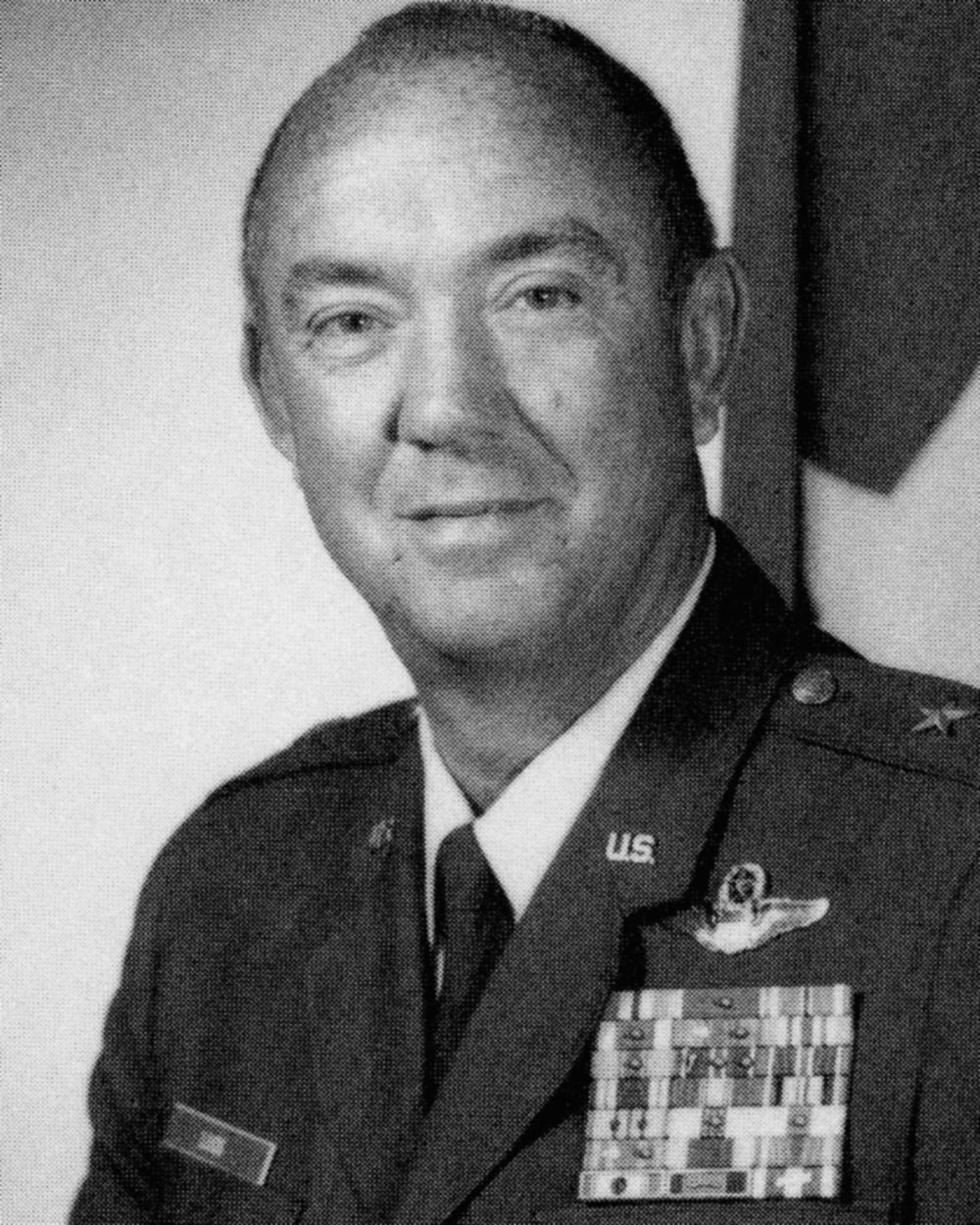
Charles F. Luigs

Charles Fred Luigs (* 15. Mai 1938 in Paducah, Kentucky; † 19. Mai 2017 in Niceville, Florida) war ein Brigadegeneral der United States Air Force. Er war unter anderem Kommandeur der 13. Luftflotte.

## Leben
Charles Luigs besuchte die öffentlichen Schulen seiner Heimat. Über das ROTC-Programm der University of South Carolina gelangte er im Jahr 1961 in das Offizierskorps der United States Air Force. Dort durchlief er anschließend alle Offiziersränge vom Leutnant bis zum Brigadegeneral.
Im Lauf seiner militärischen Karriere absolvierte er verschiedene Kurse und Schulungen. Dazu gehörten unter anderem eine Ausbildung zum Kampfpiloten und weitere Fortbildungskurse als Pilot neuer Flugzeugtypen, die Squadron Officer School auf der Maxwell Air Force Base in Alabama, das Air Command and Staff College ebenfalls auf der Maxwell AFB und das Industrial College of the Armed Forces. Außerdem erhielt er einen akademischen Grad von der Troy University.
Zwischen März 1967 und März 1968 war er im Vietnamkrieg eingesetzt. Dort gehörte er der 558. Kampfstaffel (558th Tactical Fighter Squadron) an. Danach war er als Offizier der Luftwaffe an verschiedenen Stützpunkten in den Vereinigten Staaten stationiert. Dabei war er als Pilot, Flugausbilder oder Stabsoffizier bei unterschiedlichen Einheiten tätig. Dazwischen absolvierte er die erwähnten Schulungen. Von 1974 bis September 1975 war er für einige Zeit auf der Kunsan Air Base in Südkorea stationiert.
Es folgte eine Versetzung zur Seymour Johnson Air Force Base in North Carolina. Dort war er zwischen September 1975 und Mai 1977 Stabsoffizier (operations officer) bei der 336. Kampfstaffel (336th Tactical Fighter Squadron). Anschließend übernahm er auf der gleichen Air Base das Kommando über die 335. Kampfstaffel (335th Tactical Fighter Squadron), das er bis zum März 1979 innehatte. Danach wurde er auf die Langley Air Force Base in Virginia versetzt, wo er bis zum August 1980 dem Stab des Tactical Air Command angehörte.
Daran schloss sich bis zum August 1981 sein Studium am Industrial College of the Armed Forces an. Es folgte eine Rückkehr zum Tactical Air Command, wo er in dessen Stabsabteilung für Planungen tätig war. Im Juli 1982 wurde Charles Luigs auf die Hickham Air Force Base in Hawaii beordert. Dort wurde er zunächst stellvertretender Kommandeur des 15. Basisgeschwaders (15th Air Base Wing). Im Juli 1983 erhielt er das Kommando über dieses Geschwader und im April 1984 wurde er Generalinspekteur der ebenfalls auf diesem Stützpunkt ansässigen Pacific Air Forces.
Zwischen Mai 1985 und März 1986 kommandierte Luigs das 3. Taktische Kampfgeschwader (3rd Tactical Fighter Wing), das auf der Clark Air Base auf den Philippinen stationiert war. Anschließend erhielt er auf der gleichen Air Base das Kommando über die 13. Luftflotte, das er aber nur für vier Monate zwischen dem 27. März und dem 31. Juli 1986 innehatte. Dabei überbrückte er als Brigadegeneral die Lücke zwischen dem Ausscheiden seines Vorgängers Gordon E. Williams und dem neuen Kommandeur Michael P. C. Carns. Sowohl seine Vorgänger als auch seine Nachfolger in diesem Amt bekleideten den Rang eines Generalmajors. Daher übte er dieses Amt offenbar kommissarisch aus.
Im August 1986 wurde Charles Luigs auf die Yokota Air Base in Japan versetzt. Dort wurde er stellvertretender Kommandeur der 5. Luftflotte. Diesem Posten bekleidete er bis zum September 1987. Anschließend wurde er zum Camp H. M. Smith auf Oʻahu versetzt, wo er in der Stabsabteilung für Operationen des United States Pacific Command tätig war. Seine letzte militärische Mission führte ihn zur Norton Air Force Base in Kalifornien. Dort bekleidete er ab Dezember 1989 bis zu seiner Pensionierung im Jahr 1991 das Amt des director of inspection im Hauptquartier des damaligen Air Force Inspection and Safety Centers.
Während seiner aktiven Zeit als Militärpilot absolvierte er über 3500 Flugstunden auf verschiedenen Flugzeugtypen. Er starb am 19. Mai 2017 und wurde auf dem Barrancas National Cemetery in Pensacola in Florida beigesetzt.

## Orden und Auszeichnungen
Charles Luigs erhielt im Lauf seiner militärischen Laufbahn unter anderem folgende Auszeichnungen:
- Defense Superior Service Medal
- Legion of Merit
- Distinguished Flying Cross
- Air Medal
- Meritorious Service Medal
- Joint Service Commendation Medal